# Onosma bozakmanii
Onosma bozakmanii är en strävbladig växtart som beskrevs av H. Riedl. Onosma bozakmanii ingår i släktet Onosma och familjen strävbladiga växter. Inga underarter finns listade i Catalogue of Life.